# Une aventure théâtrale

Une aventure théâtrale (sous-titré 30 ans de décentralisation) est un film français réalisé par Daniel Cling en 2017.

## Synopsis
Portée par des comédiennes et des comédiens, des metteurs en scène, des techniciens, des auteurs, du public, des élus, la décentralisation théâtrale fut pionnière et plurielle, vivante et populaire. En allant à la rencontre de ceux qui ont consacré une partie de leur vie à la faire exister, Une aventure théâtrale raconte les trente premières années de cette histoire unique.

## Fiche technique
- Titre original : Une aventure théâtrale
- Réalisation et scénario : Daniel Cling
- Musique : Jonathan Harvey
- Montage : Anne-Marie Leduc
- Image : Guillaume Martin, Jacques Besse, Damien Fritch
- Son : Nicolas Joly, Thomas Perlmutter, Emmanuelle Sabouraud, Eric Tayné, Samuel Mittelman
- Productrice : Céline Loiseau
- Production : TS productions, Union des Artistes
- Durée : 100 minutes
- Date de sortie : 10 janvier 2018
- Pays :  France

## Distribution
- Robert Abirached
- Françoise Bertin
- Roland Bertin
- Émile Biasini
- Catherine Dasté
- Jean Dasté
- Sonia Debeauvais
- Pierre Debauche
- le général de Gaulle
- Aristide Demonico
- Jacques Fornier
- Gabriel Garran
- Hubert Gignoux
- Georges Goubert
- Jean-Louis Hourdin
- Évelyne Istria
- Jacques Kraemer
- Jean-François Lapalus
- Jacques Lassalle
- Jeanne Laurent
- René Loyon
- André Malraux
- Philippe Mercier
- Gabriel Monnet
- Guy Parigot
- Roger Planchon
- Jack Ralite
- Guy Rétoré
- Isabelle Sadoyan
- Maurice Sarrazin
- Christian Schiaretti
- Bernard Sobel
- André Steiger
- Arlette Téphany
- Pierre Vial
- Jean Vilar
- Hélène Vincent
- Jean-Pierre Vincent
- Antoine Vitez